# Patera (esogeologia)
Patera (plurale: paterae) è un termine latino che nel campo dell'esogeologia è utilizzato per designare formazioni geologiche extraterrestri simili a crateri irregolari, caratterizzati da bordi smerlati. La terminologia ufficiale proposta dall'Unione Astronomica Internazionale individua strutture di questo tipo su Venere, su Marte, sul satellite gioviano Io e sul satellite nettuniano Tritone.

## Elenco delle paterae
Paterae su Venere
- Aitchison Patera
- Anning Paterae
- Anthony Patera
- Apgar Patera
- Ayrton Patera
- Bakhtadze Patera
- Barnes Patera
- Bers Patera
- Bethune Patera
- Boadicea Paterae
- Bremer Patera
- Cherskaya Patera
- Colette Patera
- Darclée Patera
- Davies Patera
- Destinnová Patera
- Dietrich Patera
- Dutrieu Patera
- Eliot Patera
- Fedchenko Patera
- Fedosova Patera
- Garbo Patera
- Garland Patera
- Graham Patera
- Grizodubova Patera
- Hatshepsut Patera
- Hiei Chu Patera
- Hroswitha Patera
- Izumi Patera
- Jaszai Patera
- Jotuni Patera
- Keller Patera
- Kottauer Patera
- Kupo Patera
- Kvasha Patera
- Labé Patera
- Ledoux Patera
- Libby Patera
- Lindgren Patera
- Malibran Patera
- Malintzin Patera
- Mansfield Patera
- Mehseti Patera
- Mezrina Patera
- Mikhaylova Patera
- Nikolaeva Patera
- Nordenflycht Patera
- Panina Patera
- Payne-Gaposchkin Patera
- Pchilka Patera
- Pocahontas Patera
- Raskova Paterae
- Razia Patera
- Rogneda Patera
- Sacajawea Patera
- Sachs Patera
- Sappho Patera
- Serova Patera
- Shelikhova Patera
- Shulzhenko Patera
- Siddons Patera
- Stopes Patera
- Tarbell Patera
- Teasdale Patera
- Tenisheva Patera
- Tey Patera
- Tipporah Patera
- Viardot Patera
- Vibert-Douglas Patera
- Villepreux-Power Patera
- Vovchok Patera
- Wilde Patera
- Witte Patera
- Žemaite Patera

Paterae su Ganimede
- Hammamat Patera
- Hamra Patera
- Musa Patera
- Natrun Patera
- Rum Patera
- Yaroun Patera

Paterae su Io
- Ababinili Patera
- Agni Patera
- Ah Peku Patera
- Aidne Patera
- Altjirra Patera
- Amaterasu Patera

- Amatsumara Patera
- Angpetu Patera
- Aramazd Patera
- Arusha Patera
- Asha Patera
- Asis Patera
- Ātar Patera
- Aten Patera
- Babbar Patera
- Balder Patera
- Belenus Patera
- Bochica Patera
- Camaxtli Patera
- Carancho Patera
- Cataquil Patera
- Catha Patera
- Chaac Patera
- Chors Patera
- Creidne Patera
- Cuchi Patera
- Culann Patera
- Daedalus Patera
- Dazhbog Patera
- Dingir Patera
- Dusura Patera
- Ekhi Patera
- Emakong Patera
- Estan Patera
- Fo Patera
- Fuchi Patera
- Gabija Patera
- Galai Patera
- Gauwa Patera
- Gibil Patera
- Girru Patera
- Gish Bar Patera
- Grannos Patera
- Grian Patera
- Gurzil Patera
- Haokah Patera
- Hatchawa Patera
- Heiseb Patera
- Heno Patera
- Hephaestus Patera
- Hiʻiaka Patera
- Hiruko Patera
- Horus Patera
- Huo Shen Patera
- Ilmarinen Patera
- Inti Patera
- Isum Patera
- Itzamna Patera
- Janus Patera
- Kami-Nari Patera
- Kane Patera
- Kanlaon Patera
- Karei Patera
- Kava Patera
- Khalla Patera
- Kibero Patera
- Kinich Ahau Patera
- Kotar Patera
- Kurdalagon Patera
- Laki-oi Patera
- Llew Patera
- Loki Patera
- Lu Huo Patera
- Maasaw Patera
- Mafuike Patera
- Malik Patera
- Mama Patera
- Mandulis Patera
- Manua Patera
- Masaya Patera
- Maui Patera
- Mazda Paterae
- Mbali Patera
- Menahka Patera
- Mentu Patera
- Michabo Patera
- Mihr Patera
- Mithra Patera
- Monan Patera
- Mulungu Patera
- Namarrkun Patera
- Nina Patera
- Ninurta Patera
- Nusku Patera
- Nyambe Patera
- Odqan Patera
- Olafat Patera
- Ot Patera
- Päive Patera
- Pajonn Patera
- Pautiwa Patera
- Pillan Patera
- Podja Patera
- Prometheus Patera
- Purgine Patera
- Pyerun Patera
- Ra Patera
- Radegast Patera
- Rarog Patera
- Rata Patera
- Reiden Patera
- Reshef Patera
- Reshet Patera
- Ruaumoko Patera
- Ruwa Patera
- Savitr Patera
- Sêd Patera
- Sengen Patera
- Seth Patera
- Sethlaus Patera
- Shakuru Patera
- Shamash Patera
- Shamshu Patera
- Shango Patera
- Shoshu Patera
- Shurdi Patera
- Sigurd Patera
- Siun Patera
- Steropes Patera
- Sui Jen Patera
- Surya Patera
- Susanoo Patera
- Svarog Patera
- Tabiti Patera
- Talos Paterae
- Taranis Patera
- Taw Patera
- Tawhaki Patera
- Thomagata Patera
- Tien Mu Patera
- Tiermes Patera
- Tiwaz Patera
- Tohil Patera
- Tol-Ava Patera
- Tung Yo Patera
- Tupan Patera
- Tvashtar Paterae
- Ukko Patera
- Ülgen Patera
- Uta Patera
- Vahagn Patera
- Verbti Patera
- Viracocha Patera
- Vivasvant Patera
- Wabasso Patera
- Wanajo Patera
- Wayland Patera
- Yaw Patera
- Yeloje Patera
- Zal Patera

Paterae su Marte
- Alba Patera
- Amphitrites Patera
- Apollinaris Patera
- Apollo Patera
- Athena Patera
- Biblis Patera
- Dionysus Patera
- Eden Patera
- Euphrates Patera
- Hermes Patera
- Hera Patera
- Hadriaca Patera
- Ismenia Patera
- Issedon Paterae
- Malea Patera
- Meroe Patera
- Nectaris Patera
- Nili Patera
- Olympus Paterae
- Orcus Patera
- Oxus Patera
- Peneus Patera
- Phison Patera
- Pityusa Patera
- Siloe Patera
- Tyrrhena Patera
- Ulysses Patera
- Uranius Patera
- Xanthe Patera
- Zeus Patera

Paterae su Titano
- Sotra Patera

Paterae su Tritone
- Dilolo Patera
- Gandvik Patera
- Kasu Patera
- Kibu Patera
- Leviathan Patera